# Championnats panaméricains de cyclisme de 1992
Navigation
Championnats panaméricains 1990 Championnats panaméricains 1994
Les Championnats panaméricains de cyclisme sont les championnats continentaux annuels de cyclisme sur route et sur piste pour les pays membres de la Confédération panaméricaine de cyclisme.
Les compétitions se disputent, en Équateur, du 18 au 27 juin à Quito. Elles réunissent près de deux cents sportifs provenant de quatorze délégations. Selon les médias locaux, les représentants cubains sont les grands favoris. Ils ont comme adversaires principaux les sélections des États-Unis, de Colombie et du Mexique.
Les compétitions sur piste se déroulent sur le vélodrome José Luis Recalde (construit pour l'occasion) du complexe sportif de Pichincha, tandis que les épreuves sur route se disputent dans les rues de Quito et les routes alentour.
Aucune compétition n'a lieu le jeudi 18, la journée est consacrée au congrès technique et à l'inauguration de l'évènement (celui-ci se terminant le samedi 27).

## Podiums

### Cyclisme sur piste
| Épreuves                | Or                                                             | Argent                                                                               | Bronze                                                         |
| ----------------------- | -------------------------------------------------------------- | ------------------------------------------------------------------------------------ | -------------------------------------------------------------- |
| Compétitions masculines |                                                                |                                                                                      |                                                                |
| Kilomètre               | Gabriel Cuevas                                                 | Mario Pons                                                                           | Gil Cordovés                                                   |
| Vitesse individuelle    | Gil Cordovés                                                   | Hirán Flores                                                                         | John Jaime González                                            |
| Poursuite individuelle  | Noel de la Cruz                                                | Raúl Domínguez                                                                       | Miguel Droguett                                                |
| Poursuite par équipes   | Cuba Raúl Domínguez Noel de la Cruz Eugenio Castro Félix López | Colombie Alberny de Jesús Vargas Fernando Sierra Esteban López José Julián Velásquez | Mexique Raúl Frías Jesús Nieto Francisco Prado Carlos Anguiano |
| Course aux points       | Fernando Sierra                                                | Eduardo Alonso                                                                       | Conrado Cabrera (en)                                           |
| Compétitions féminines  |                                                                |                                                                                      |                                                                |
| Vitesse individuelle    | Daniela Larreal                                                | Yacel Ojeda                                                                          | Zuleika Jáurega                                                |
| Poursuite individuelle  | Maddy Toermen                                                  | Adriana Muriel                                                                       | Belem Guerrero                                                 |
| Course aux points       | Yacel Ojeda                                                    | María Consuelo Restrepo                                                              | Belem Guerrero                                                 |

### Cyclisme sur route
| Épreuves                      | Or                                                                              | Argent                  | Bronze           |
| ----------------------------- | ------------------------------------------------------------------------------- | ----------------------- | ---------------- |
| Compétitions masculines élite |                                                                                 |                         |                  |
| Course en ligne               | Héctor Chiles (de)                                                              | Juan Carlos Rosero (en) | José Robles (en) |
| Contre-la-montre par équipes  | Colombie José Robles (en) Héctor Iván Palacio Juan de Dios Fajardo Raúl Montaña | Mexique                 | Cuba             |
| Compétitions féminines        |                                                                                 |                         |                  |
| Course en ligne               | Jane Marshall                                                                   | Maddy Tormoen           | Yacel Ojeda      |
| Contre-la-montre par équipes  | États-Unis Maddy Tormoen                                                        | Cuba                    | Équateur         |

## Tableau des médailles
36 médailles étaient distribuées lors de ces championnats.
| Rang  | Nation     | Or | Argent | Bronze | Total |
| ----- | ---------- | -- | ------ | ------ | ----- |
| 1     | Cuba       | 4  | 5      | 5      | 14    |
| 2     | États-Unis | 3  | 1      | 0      | 4     |
| 3     | Colombie   | 2  | 3      | 2      | 7     |
| 4     | Équateur   | 1  | 2      | 1      | 4     |
| 5     | Mexique    | 1  | 1      | 3      | 5     |
| 6     | Venezuela  | 1  | 0      | 0      | 1     |
| 7     | Chili      | 0  | 0      | 1      | 1     |
| Total | Total      | 12 | 12     | 12     | 36    |